# Alaris
Alaris é o nome comercial dos serviços ferroviários em que a Renfe Operadora oferece a ligação no corredor Mediterrânico entre as principais cidades da Comunidade Valenciana e a Catalunha, até à cidade de Barcelona, assim como até Castilla-La Mancha. Tem lugares em classe Turista e em classe Preferente e é prestado por material da série 490.

## História

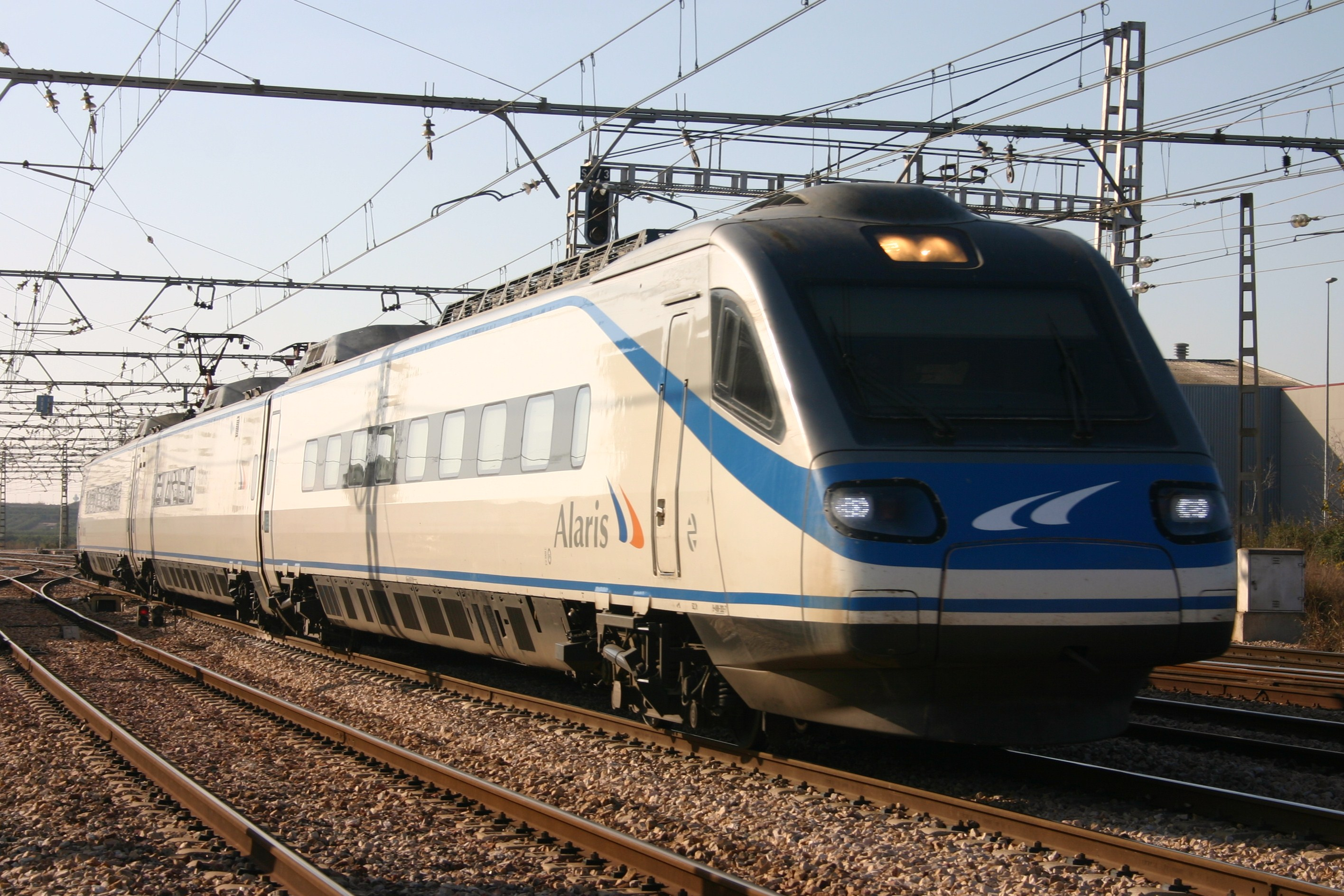
Material da série 490 com um serviço Alaris a circular, em 2005, na estação de Silla, com um comboio entre Madrid e Valencia. Este foi o segundo esquema de pintura ostentado por estas composições.

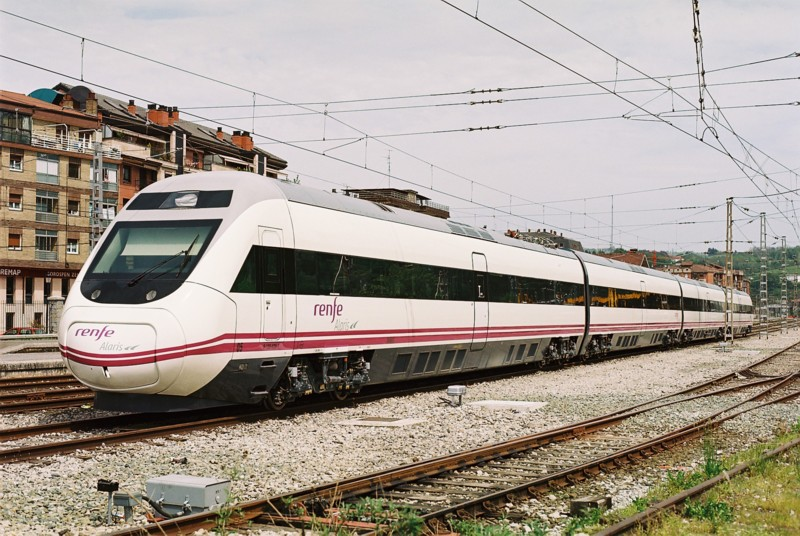
Material da série 120, em 2005, à saída da fábrica da CAF de Beasain.

Na metade dos anos 90, a Renfe precisava de substituir os antigos comboios/trens Talgo III, que já tinham mais de 30 anos de serviço. A RENFE precisava de novas automotoras que pudessem circular por linhas electrificadas a alta velocidade.
Depois de um concurso para o material conhecido como Intercity 2000, em que o consórcio GEC-Alsthom-FIAT Ferroviaria Spa ganhou, a Renfe encomendou 10 automotoras da série 490, semelhantes à série 460 da Trenitalia, Alfa Pendular da CP ao ETR 470 da Cisalpino.
As automotoras começaram a utilizar-se para um novo serviço entre Valencia e Madrid via Albacete, de alta velocidade e conforto. No início este serviço começou por se chamar Intercity 2000, mas como o nome não agradava à equipa de marketing da Renfe, acabou por ser alterado para Alaris, mudando também o esquema de pintura.
Em 2008, o material das séries 120 e 130 foi incorporado no serviço Alaris entre Madrid e Valencia, por forma a reforçar o número de lugares nesta relação. Em consequência dessa incorporação, foi liberto material da série 490 o que permitiu a substituição dos comboios Arco que operavam entre Alicante e Cerbère estendendo assim a marca Alaris ao Corredor Mediterrânico, não obstante dos comboios Alaris se ficarem por Barcelona e não continuarem para Norte.
Em 2010, com a inauguração da linha de alta velocidade de Madrid a Valencia e consequente entrada ao serviço dos comboios AVE entre as duas cidades, a marca Alaris deixa de servir Madrid e o serviço é reformulado para permitir a ligação entre Castilla-La Mancha e Valencia. A partir desta data, o serviço Alaris passa a estar, tal como ao início, totalmente assegurado por material 490.
A 11 de Setembro de 2011, o serviço Alaris substitui o últmo serviço Arco no corredor Mediterrânico por passar a assegurar o comboio García Lorca entre Barcelona e Sevilla ou Málaga. Por ocasião desta substituição, a ligação sofre reduções no tempo de viagem, ao mesmo tempo que continua a garantir ligações para Badajoz, Granada e Almería, mas mediante transbordo com ligação assegurada para outras composições. Esta ligação foi interrompida em junho de 2013 devido às avarias do material circulante que prestava esta ligação - série 490 - assim como pela oferta não se adequar à imensa procura do serviço 

## Rede Alaris
O serviço Alaris em 2013 assegura as seguintes ligações:
- Valencia - Albacete
- Valencia - Alcázar de San Juan
- Valencia - Barcelona

### Corredor Mediterrânico
Os serviços deste eixo centram-se entre Barcelona e Valencia, complementando o serviço Euromed.

### Valencia-Castilla La Mancha
Neste eixo, são prestados serviços entre Valencia e Albacete, com um comboio prolongado a Alcázar de San Juan.

### García LorcaBarcelona-Andaluzia
O comboio García Lorca é um serviço que percorre o eixo Barcelona-Valencia-Albacete-Andaluzia. Ao longo dos anos o seu material circulante tem vindo a ser substituído o que se repercute numa mudança da categoria do comboio. O serviço Alaris também teve a seu cargo esta circulação, entre setembro de 2011 e junho de 2013, baseando-se numa composição de duas unidades entre Barcelona e Córdoba. Nesta estação as unidades dividem-se e enquanto uma prossegue viagem até Málaga, a outra destina-se a Sevilla. No sentido Barcelona-Andaluzia possuía ligação garantida para Ciudad Real e para a Estremadura, na estação de Alcázar de San Juan, e para Granada ou Almería em determinados dias, na estação de Linares-Baeza.
Devido a problemas de satisfação da procura, assim como às avarias que impossibilitavam a marcha de um comboio diurno com 10 horas de viagem, o comboio García Lorca passou a ser operado por material Talgo.